# 群馬県道377号川原畑大戸線
群馬県道377号川原畑大戸線（ぐんまけんどう377ごう かわらはたおおどせん）は、群馬県長野原町大字川原畑から東吾妻町大字大戸を結ぶ一般県道である。

## 概要
八ッ場ダム事業に伴い、代替地となった、国道145号が通る大字川原畑と八ッ場あがつま湖の対岸の大字川原湯を八ッ場大橋で結び、川原湯峠付近を大柏木川原湯トンネルで貫き南側の国道406号まで至る路線である。
大柏木川原湯トンネル（仮称：大柏木トンネル）や大柏木地区の道路は、八ッ場ダム建設のための骨材を運搬する工事用道路として先行建設されており、トンネル内は運搬用のベルトコンベアが設置されていた。ダム工事終了後にトンネルの一般供用のための整備が実施され、この完成により、群馬県が八ッ場ダム事業で進めてきた道路建設や砂防施設整備などが全て完了した。
起点の川原畑から川原湯までの1.1 km区間を群馬県が、トンネル区間の3.25 kmは国土交通省、などと通常の県単独事業と比べ多額な予算を要するため、4工区に分割して工事が行われた。
国道406号のバイパス機能を持つとともに、草津温泉を含む吾妻地域方面と高崎都市圏・南関東方面を短絡する幹線道路となっている。

### 路線データ
- 起点：長野原町大字川原畑（国道145号（八ッ場バイパス）交点）
- 終点：東吾妻町大字大戸（国道406号交点）
- 幅員：13.5 m[4]

## 歴史
- 2005年（平成17年）6月29日 - 大柏木トンネル着工[5]。
- 2007年（平成19年）3月30日 - 吾妻郡東吾妻町大字大柏木字宮谷戸3902番地先から同郡同町大字同字岩鼻3709番の1地先までの供用開始[6]。
- 2008年（平成20年） - 八ッ場大橋着工。
- 2014年（平成26年）10月1日 - 八ッ場大橋が開通し、吾妻郡長野原町大字川原畑字三平579番の2地先から同郡同町大字川原湯字金花山454番の4地先までの供用を開始[7]。
- 2020年（令和2年）
  - 12月6日 - 地元の小中学生が揮毫した、大柏木川原湯トンネルの銘板の除幕式が行われる[8]。
  - 12月18日 - 大柏木川原湯トンネルが供用開始[9]。これに伴い全線が開通した[10]。
- 2021年（令和3年）
  - 9月3日 - 長野原町大字川原湯地内の経路に旧・町道川原湯温泉幹線街路の区域（延長1759.8 m）が追加[11][12]。川原湯温泉駅前を経由するようになる。
  - 11月16日 - 長野原町大字川原湯地内の区域（延長502.4 m）が削除（八ッ場大橋南詰から東進する経路）[13]。旧区域は町道2-22線となる[11]。

## 路線状況

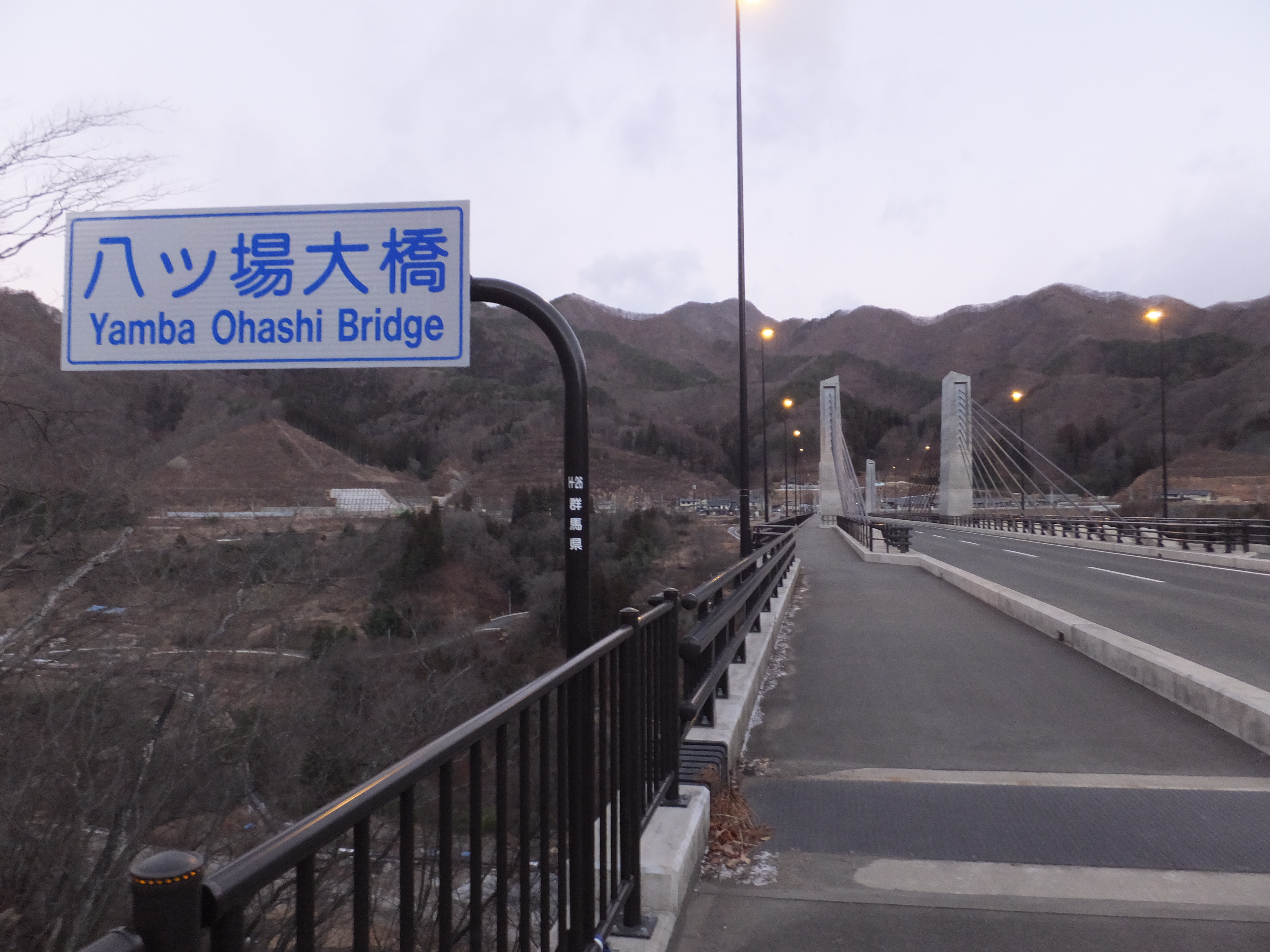
八ッ場大橋 川原湯側

### 主要構造物
- 八ッ場大橋（橋長：494 m）[14]
- 大沢橋
- 湯沢橋
- 大柏木川原湯トンネル（延長：3,005 m）

## 地理

### 通過する自治体
- 群馬県
  - 吾妻郡（長野原町 - 東吾妻町）

### 交差する道路
- 国道145号（起点）
- 群馬県道375号林岩下線（長野原町川原湯）
- 国道406号（終点）